# Challenger de Bonn 2024
El torneo Bonn Open 2024 fue un torneo de tenis perteneció al ATP Challenger Tour 2024 en la categoría Challenger 75. Se trató de la 1ª edición; el torneo tuvo lugar en la ciudad de Bonn (Alemania), desde el 5 hasta el 11 de agosto de 2024 sobre pista dura bajo techo de tierra batida al aire libre.

## Jugadores participantes del cuadro de individuales
| Preclasificado | País                            | Jugador             | Rank1 | Posición en el torneo |
| 1              | Bandera de Bosnia y Herzegovina | Damir Džumhur       | 104   | Primera ronda         |
| 2              | Bandera de Alemania             | Maximilian Marterer | 116   | FINAL                 |
| 3              | Bandera de Bolivia              | Hugo Dellien        | 140   | CAMPEÓN               |
| 4              | Bandera de España               | Oriol Roca Batalla  | 159   | Segunda ronda         |
| 5              | Bandera de Bosnia y Herzegovina | Benjamin Hassan     | 170   | Semifinales           |
| 6              | Bandera de Alemania             | Henri Squire        | 184   | Cuartos de final      |
| 7              | Bandera de Francia              | Calvin Hemery       | 195   | Cuartos de final      |
| 8              | Bandera de Alemania             | Rudolf Molleker     | 212   | Primera ronda         |

- 1 Se ha tomado en cuenta el ranking del 29 de julio de 2024.

### Otros participantes
Los siguientes jugadores recibieron una invitación (wild card), por lo tanto ingresan directamente al cuadro principal (WC):
- Justin Engel
- Max Hans Rehberg
- Marko Topo

Los siguientes jugadores ingresan al cuadro principal tras disputar el cuadro clasificatorio (Q):
- Marco Cecchinato
- Raphaël Collignon
- Martin Kližan
- Yanaki Milev
- Jakub Nicod
- Juan Bautista Torres

## Campeones

### Individual Masculino
- Hugo Dellien derrotó en la final a  Maximilian Marterer por 7–6(2), 6–0

### Dobles Masculino
- Théo Arribagé /  Orlando Luz derrotaron en la final a  Jeevan Nedunchezhiyan /  Vijay Sundar Prashanth por 6–2, 6–4